# Pirottaea gallica
Pirottaea gallica är en svampart som beskrevs av Sacc. 1877. Pirottaea gallica ingår i släktet Pirottaea, ordningen disksvampar, klassen Leotiomycetes, divisionen sporsäcksvampar och riket svampar.   Inga underarter finns listade i Catalogue of Life.